# Rátz Mihály

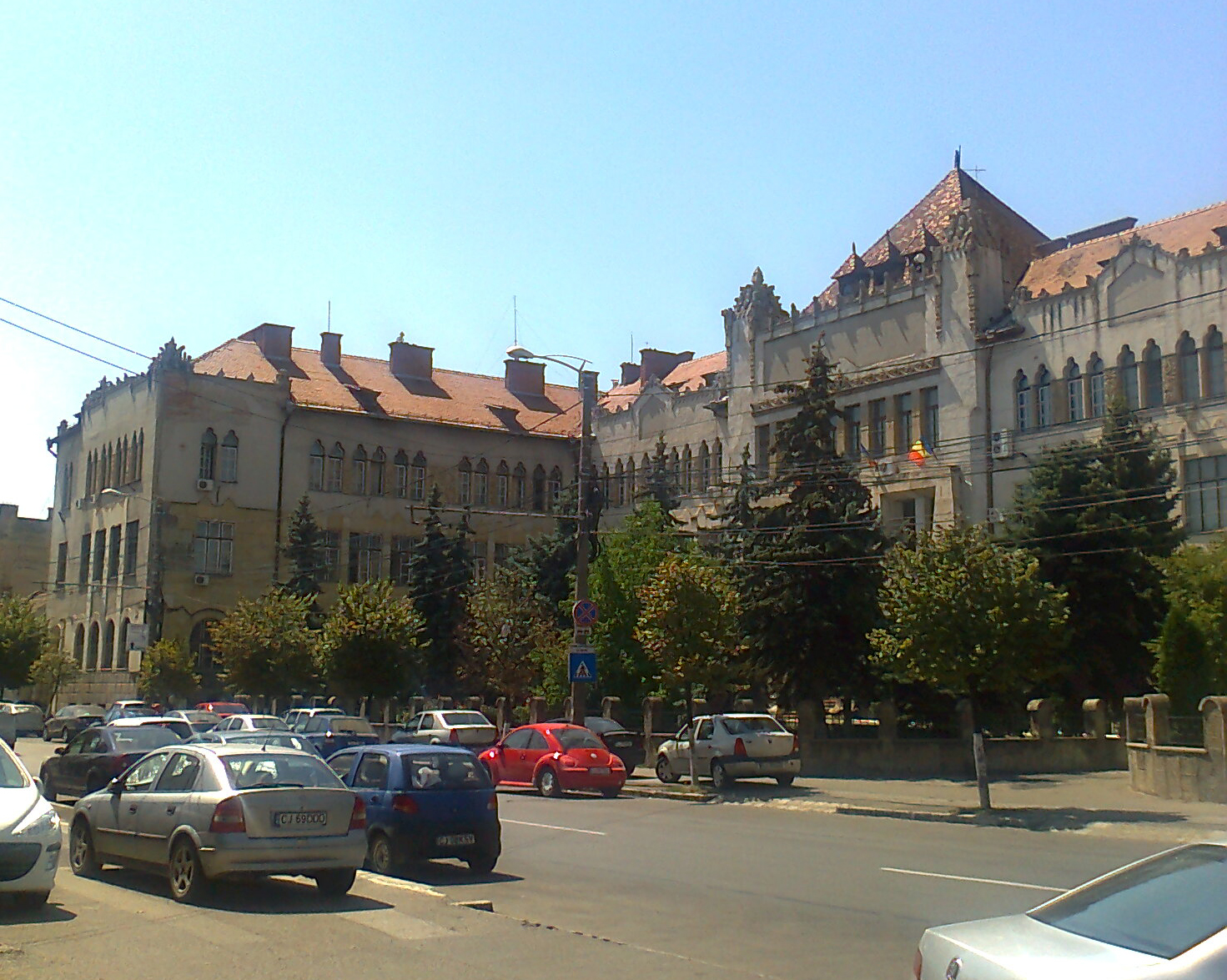
Árpád (ma Traian) utca 27

Rátz Mihály (Kolozsvár, 1884 – Kolozsvár, 1962) híres kolozsvári építőmester, építész, vállalkozó, a második világháború idején tagja a budapesti parlamentnek.

## Életpályája
Édesapja Rácz Mihály jó nevű építész és ácsmester volt. Akárcsak barátja, Spáda János, ő is Budapesten szerzett építőmesteri diplomát. Miután  Spáda János 1913-ban hirtelen elhunyt, Rátz Mihály  fejezte be több 
megkezdett munkáját. Az első világháborúban először a galiciai fronton, majd az olasz Doberdónál harcolt.  1918-ban került haza Kolozsvárra, és feleségül vette egykori barátja, Spáda János özvegyét, akivel annak 1952-es haláláig élt.
Folytatta építészeti tevékenységét, saját építészeti céget hozva létre. A cég székhelye
a Ferenc József úton volt, de a külvárosban építőtelepe és anyagraktára is volt. 
A cég jelentős építészeti munkát végzett Kolozsváron és más erdélyi városokban. Nevéhez fűződik például a kolozsvári Árpád úti impozáns épület tervezése és felépítése. Ezt annak idején, 1939-ben  középiskolának szánták, 1940–1944 között az erdélyi magyar 
hadtestparancsnokság használta, ezután újra iskola lett, inasiskolának használták. Sokáig a hírhedt kommunista állambiztonság székhelye volt, ma a rendőrségé.
Az 1930-as évektől Rátz Mihály az erdélyi római katolikus státus hivatalos építésze volt. Ilyen minőségében sok erdélyi katolikus templom építési és restaurálási munkáját végezte el. A kolozsvári Szent Mihály-templom restaurálási munkáiban is részt vett.
Népszerű, köztiszteletben álló személy volt, a kolozsvári Iparosegylet elnökévé is megválasztották. A második világháború idején tagja volt a budapesti parlamentnek az észak-erdélyi iparosság képviselőjeként.
Az 1944-es októberi orosz megszállást Kolozsváron élte meg, oroszlánrésze volt a  romos házak helyreállításában. Az új hatalom cégét felszámolta,  államosította anyagraktárát és minden vagyonát. 1952. augusztus 14-én, felesége temetése napján,  a volt felsőházi tagságáért elvitték a Duna-csatornához munkaszolgálatra. Mire hazaengedték, lakását már elfoglalták. 1962-ben hunyt el, sírja a Házsongárdi temetőben van. 

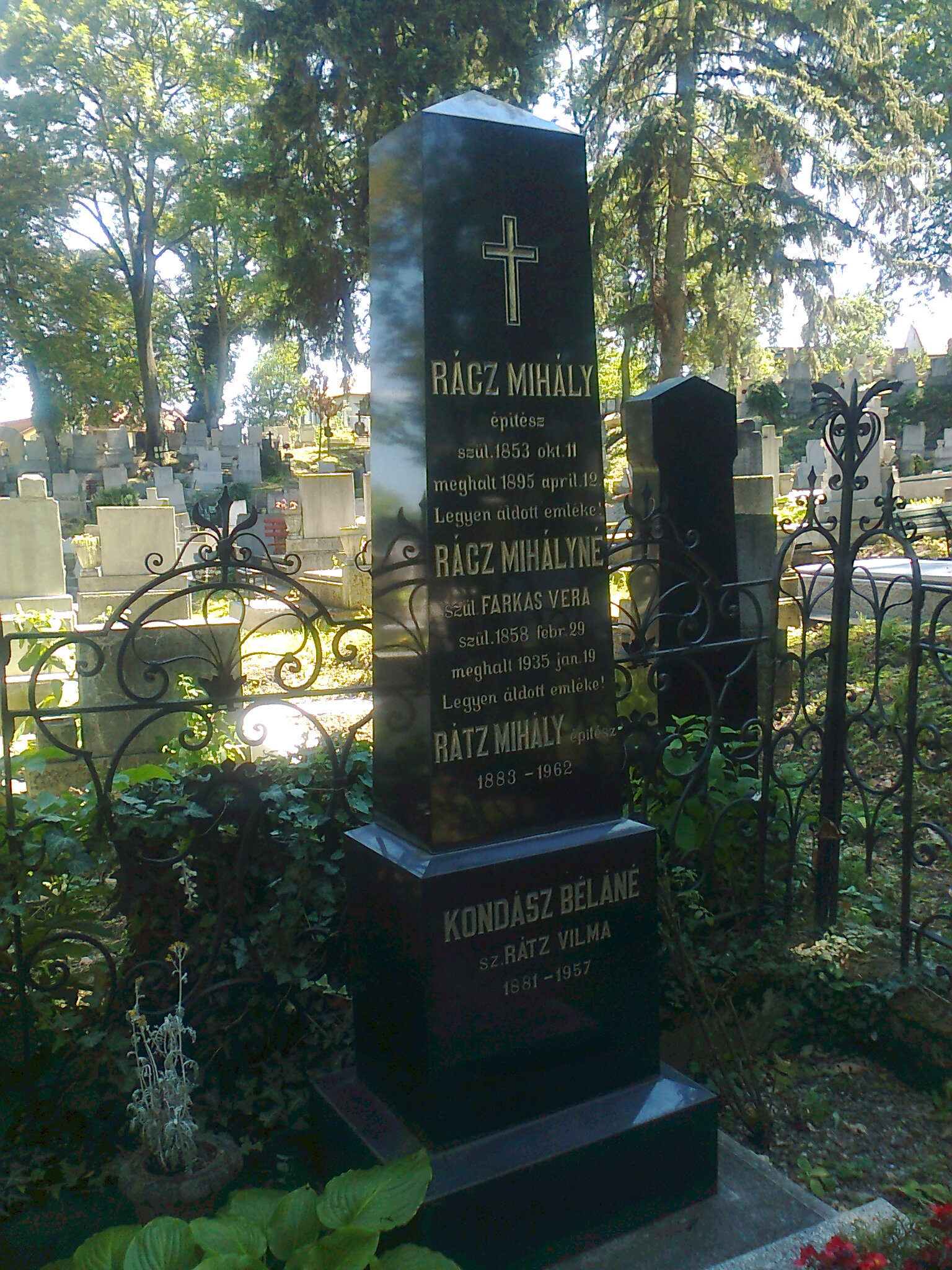
Rátz Mihály síremléke Kolozsváron

## Kivitelezett épületei
- a kolozsvári Árpád úti iskola vagy Hadtestparancsnokság, ma rendőrségi épület (1939),
- a csíkszeredai gimnázium,
- több erdélyi templom.